# Андреев, Никита Васильевич
Никита Васильевич Андреев (род. 1913 год, Мельжахсинский наслег) — советский хозяйственный, государственный и политический деятель. Депутат Верховного Совета ЯАССР II, V, VI созывов. Депутат Верховного Совета СССР III созыва.

## Биография
Родился в 1913 году в Мельжахсинском наслеге.
Окончил финансовый техникум, Ленинградскую высшую финансовую школу. Проходил одногодичные курсы народного комиссариата РСФСР в Ленинграде.
Член КПСС.
С 1933 года — инспектор Госстраха Якутска и Якутской АССР, инспектор, заведующий налогового отдела Наркомфина Якутской АCСР.
С 1942 года — председатель Таттинского райисполкома, председатель Среднеколымского райисполкома
С 1951 года — министр местной промышленности ЯАССР.
С 1956 года — заместитель председателя Совета Министров ЯАССР.
1959-1962 год — председатель Государственного планового комитета ЯАССР.
С 1962 года —  начальник Управления капитального строительства при Совете Министров ЯАССР.
Начальник Заречного производственного колхозно-совхозного управления.
Депутат Верховного Совета ЯАССР II, V, VI созывов. Депутат Верховного Совета СССР III созыва.
Умер после 1967 года.

## Награды
- Орден Трудового Красного Знамени[1]
- Орден «Знак Почета»[1]
- Медали СССР[1]

## Память
В Якутске на здании жилого дома 21 на проспект Ленина установлена мемориальная доска.